# Dix Chiens nobles
Dix chiens nobles (chinois traditionnel : 駿犬圖 ; chinois simplifié : 郎世宁) est une série de peintures, sur dix rouleaux verticaux, représentant les chiens de l'empereur Qianlong. Créées par le peintre missionnaire de la cour Giuseppe Castiglione (connu en Chine sous le nom de Lang Shinin) à partir de 1747, ces peintures sont actuellement conservées parmi la collection du musée national du Palais à Taïwan.

## Contexte
Les chiens qui sont devenus les sujets de cette série ont été présentés à l'empereur Qianlong en l'honneur du début de l'année zodiacale du chien par des officiels. Neuf d'entre eux - un groupe local de lévriers (probablement sitsyuan) - sont semblables aux races modernes Greyhound, Sloughi et Whippet, le dernier est un Mastiff tibétain. La plupart de ces chiens ont été nommés d'après des créatures mythiques (Léopard jaune, Tigre moucheté, Dragon noir, et le mastiff qui a reçu le surnom de Lion céleste). Giuseppe Castiglione est devenu célèbre à la cour par ses travaux sur le genre animalier, en particulier, des œuvres dépeignant des chevaux, dont l’œuvre monumentale « Cent chevaux », à la vue de laquelle l’empereur l'a nommé peintre en chef de la cour. Selon les archives, l'artiste a été chargé de créer ces portraits de chiens en 1747. 

## Description
Des calligraphies en chinois, mongol et mandchou, mentionnent les noms des chiens et celui de leur propriétaire initial, et figurent sur chacun des rouleaux. Par exemple, un chien nommé « Léopard rouge-jaune » a été présenté par Sanhe. Le chien sur le rouleau regarde la pie posée sur le paulownia, on remarque aussi la présence de fleurs de grenade, et de chrysanthèmes. Comme dans d'autres de ses œuvres, Giuseppe Castiglione combine dans cette série des éléments de la peinture traditionnelle chinoise et du réalisme européen. La manière de dépeindre des figures animales est précise dans les moindres détails (par exemple, les yeux et le pelage dans différentes nuances), tandis que les détails du fond sont représentés de manière plus décorative et simplifiée. Il est suggéré que d'autres artistes pourraient y avoir travaillé en raison des différences de style de peinture dans le fond de cette série d’œuvres.

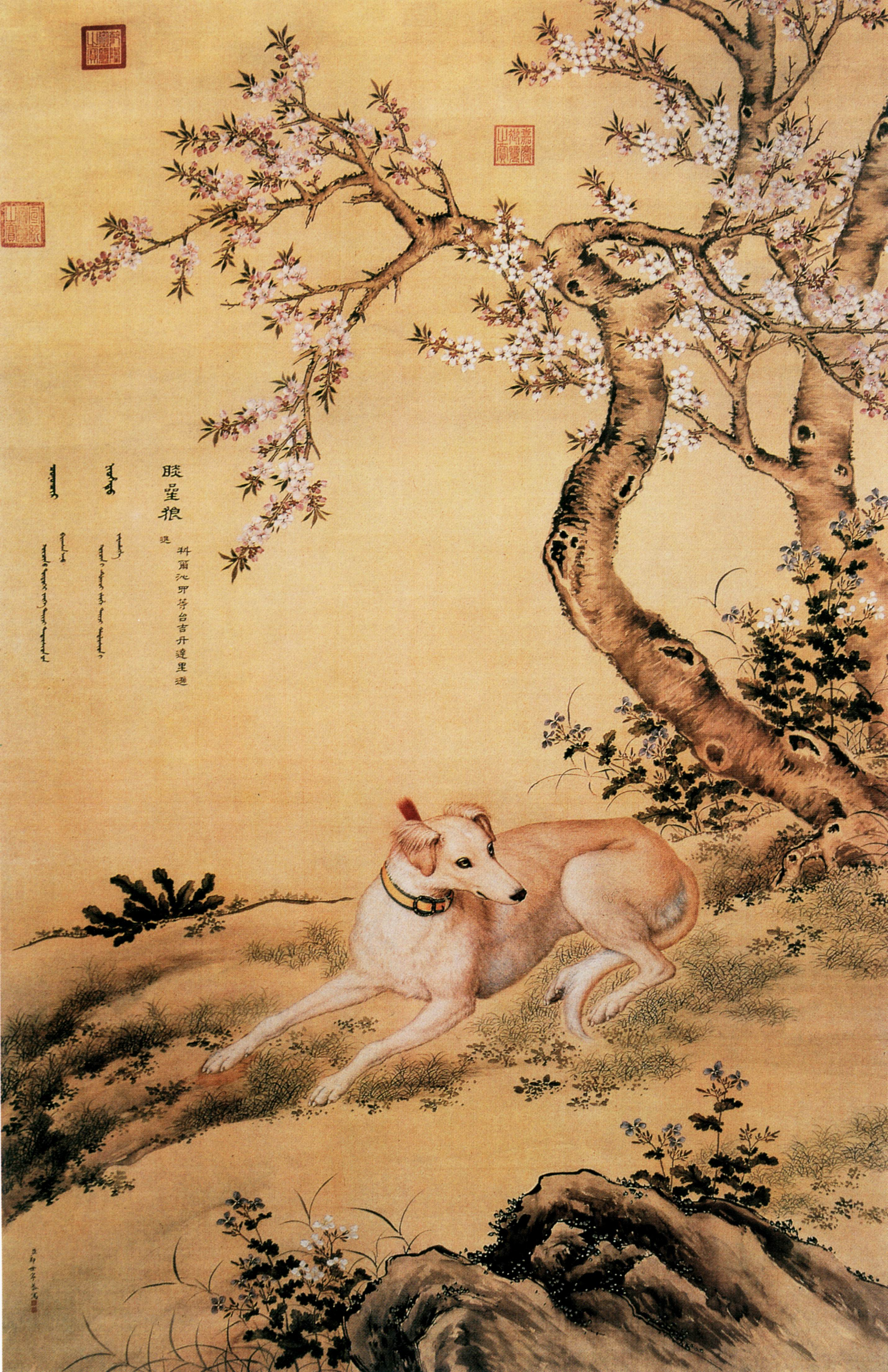
睒星狼
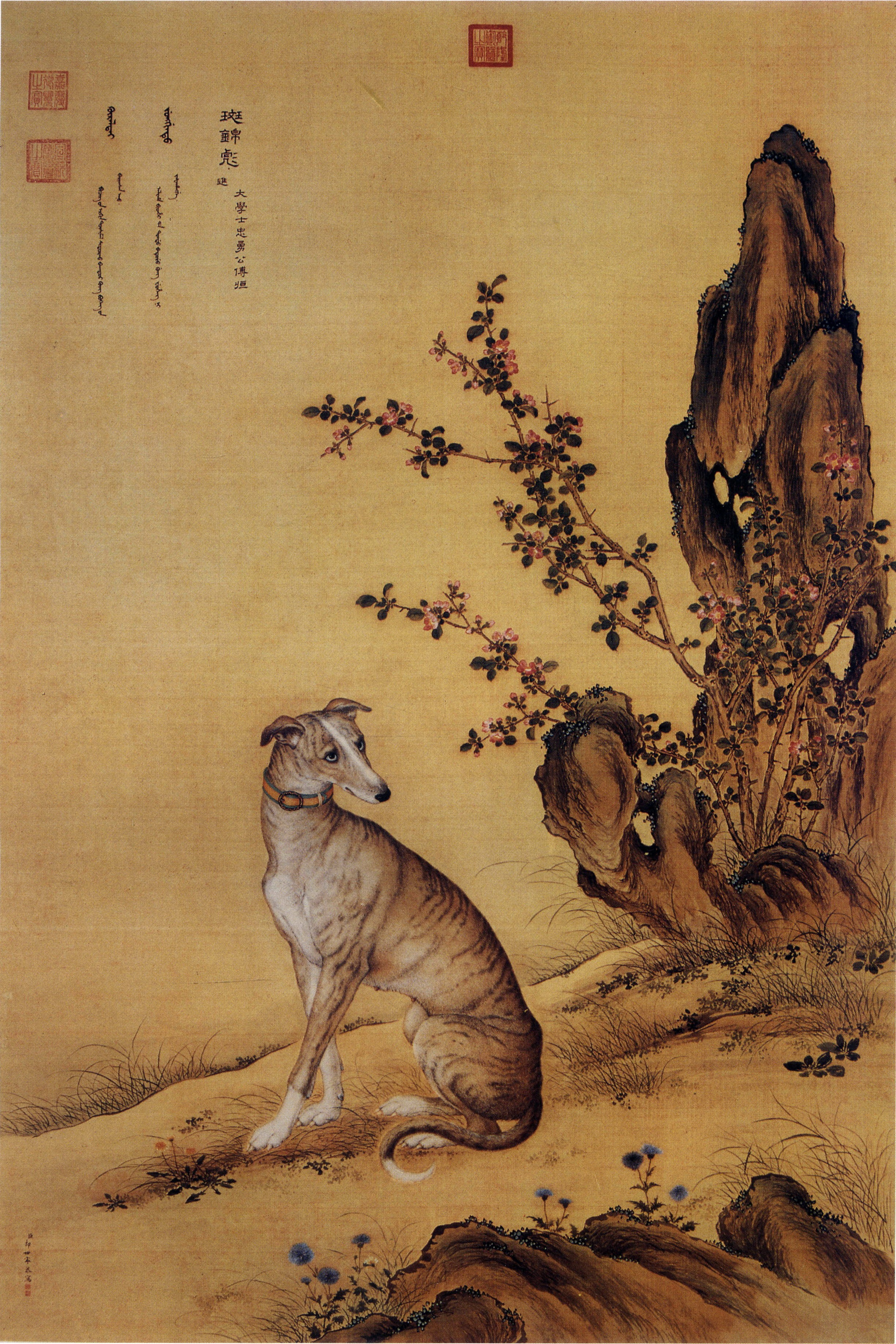
斑锦彪
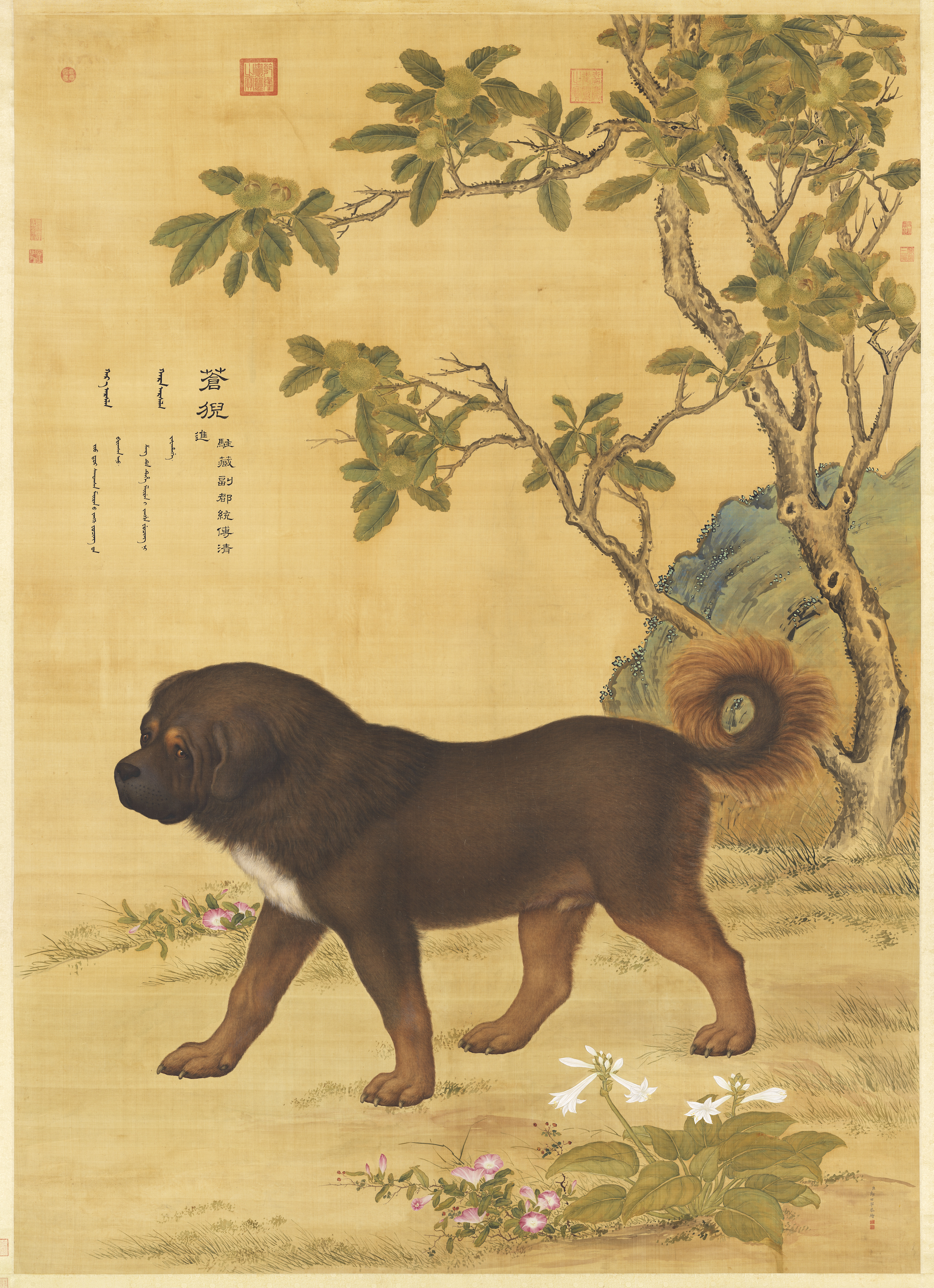
苍猊
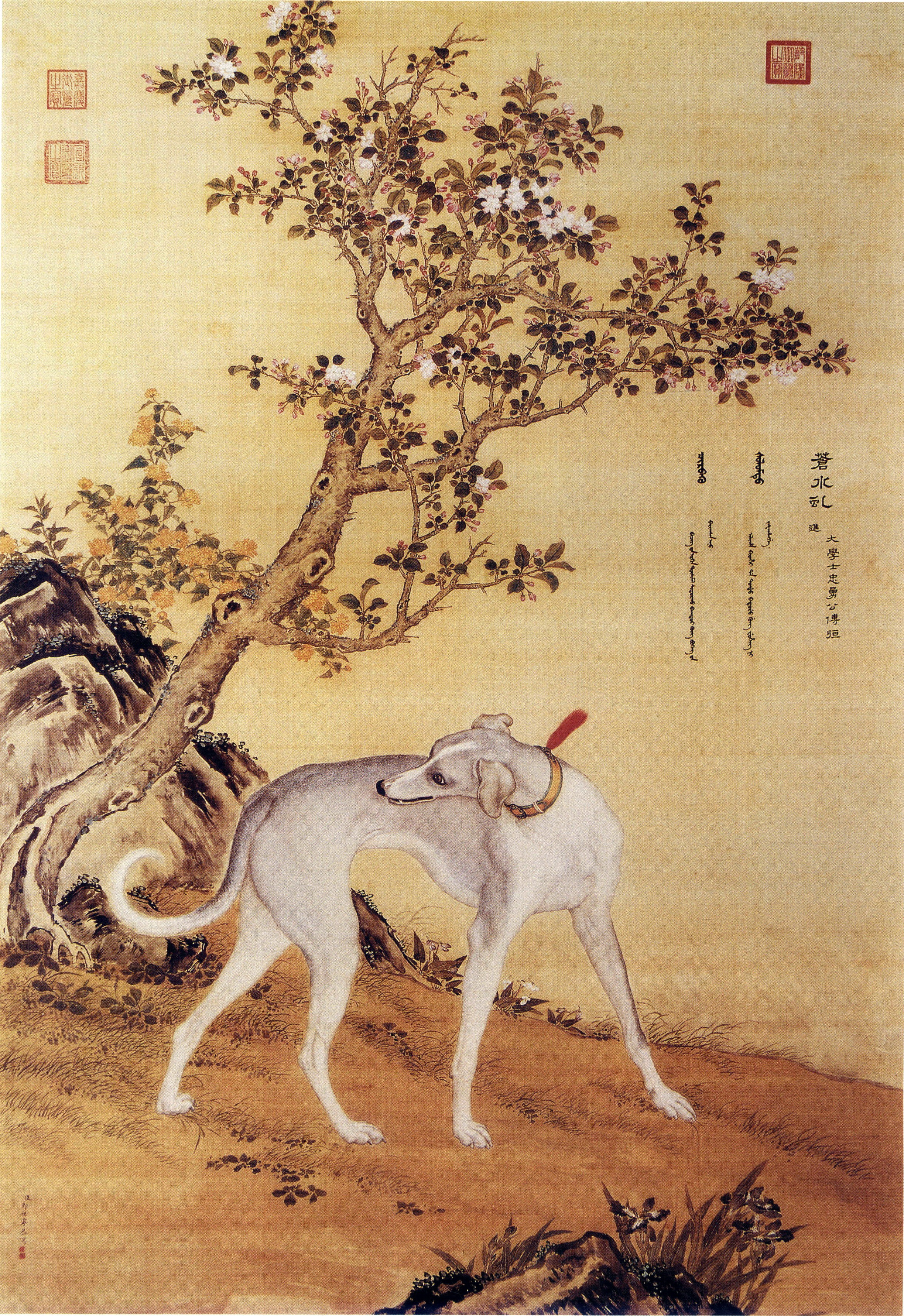
苍水虬
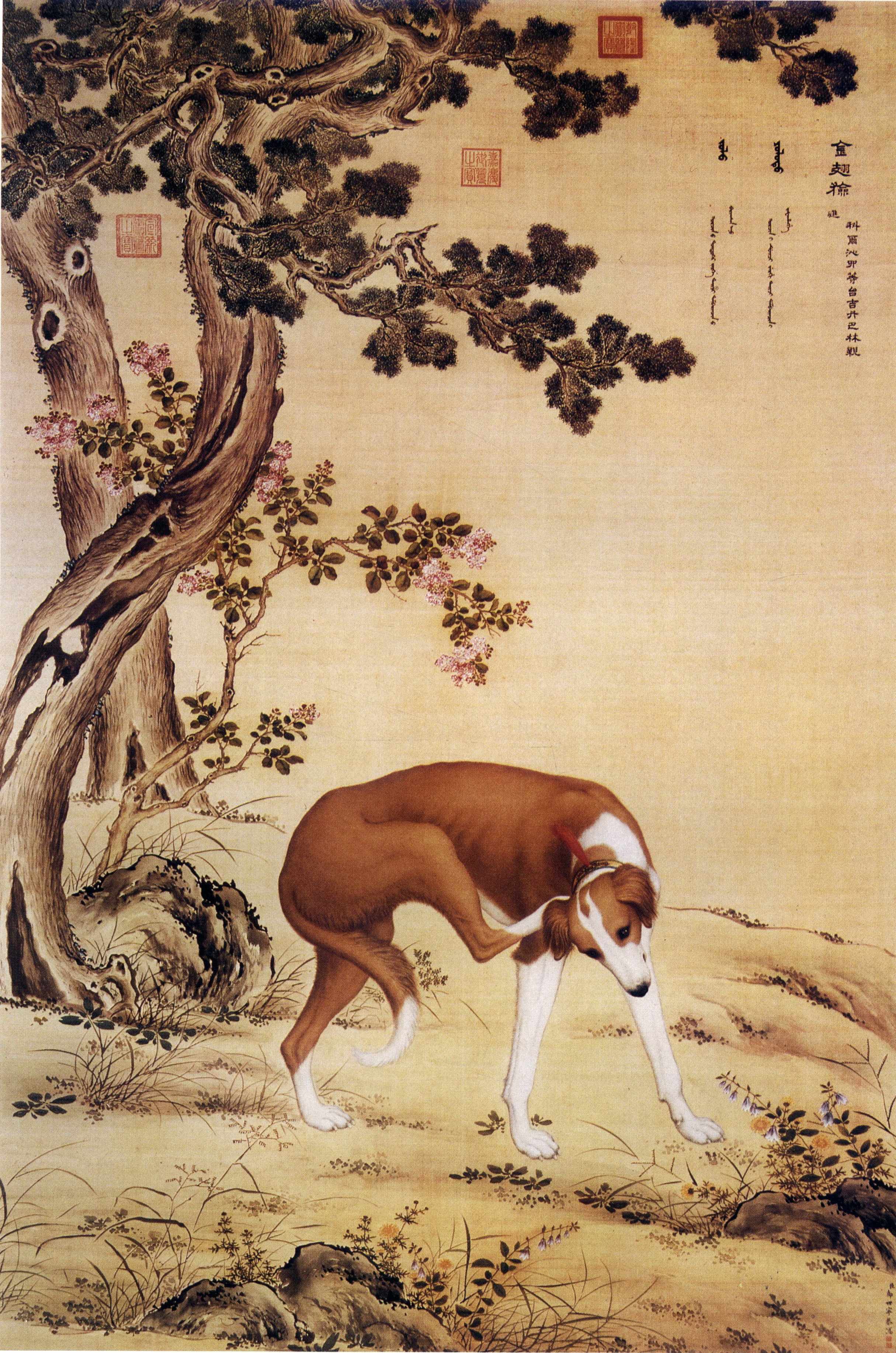
金翅猃
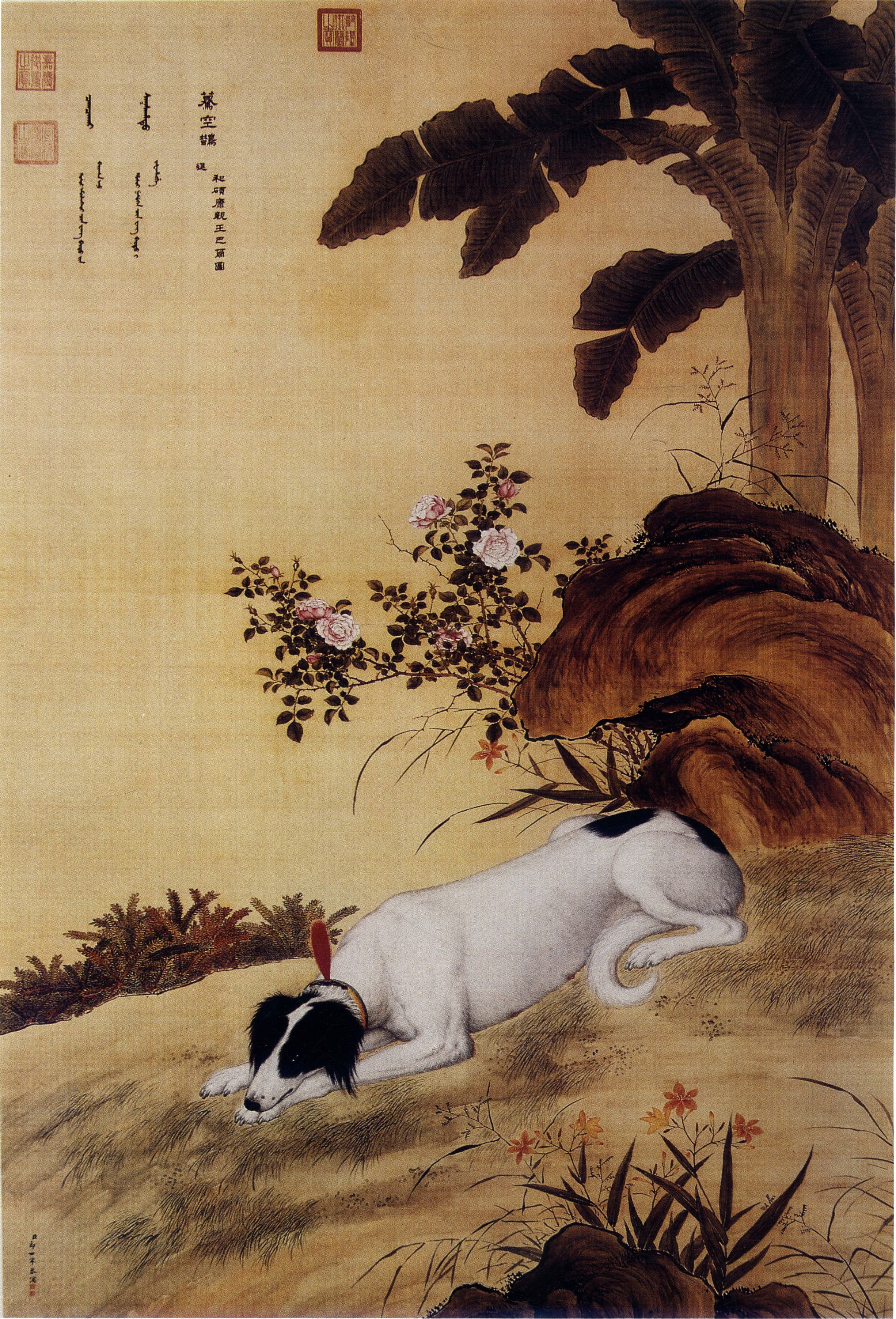
蓦空鹊
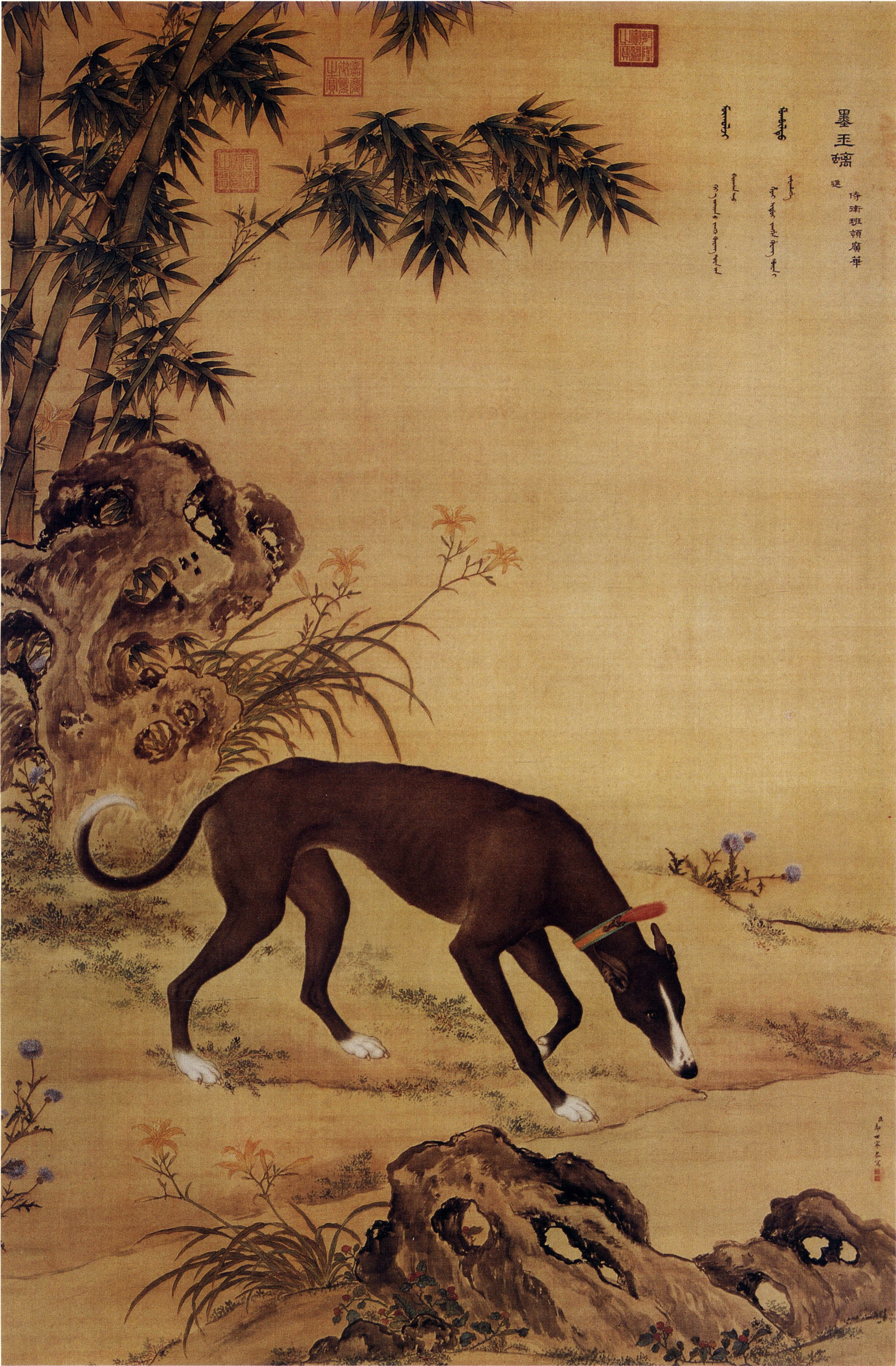
墨玉璃
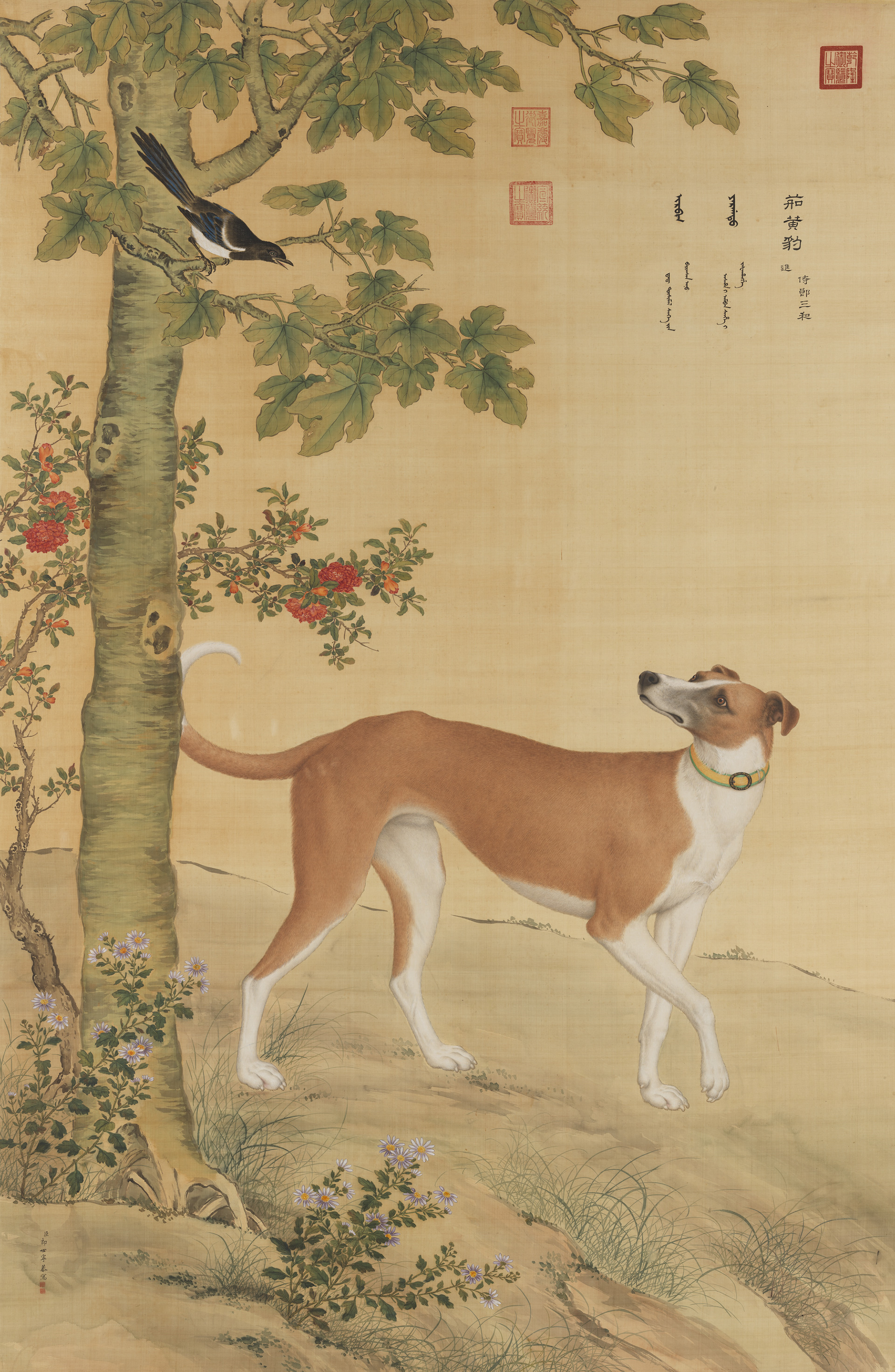
茹黄豹
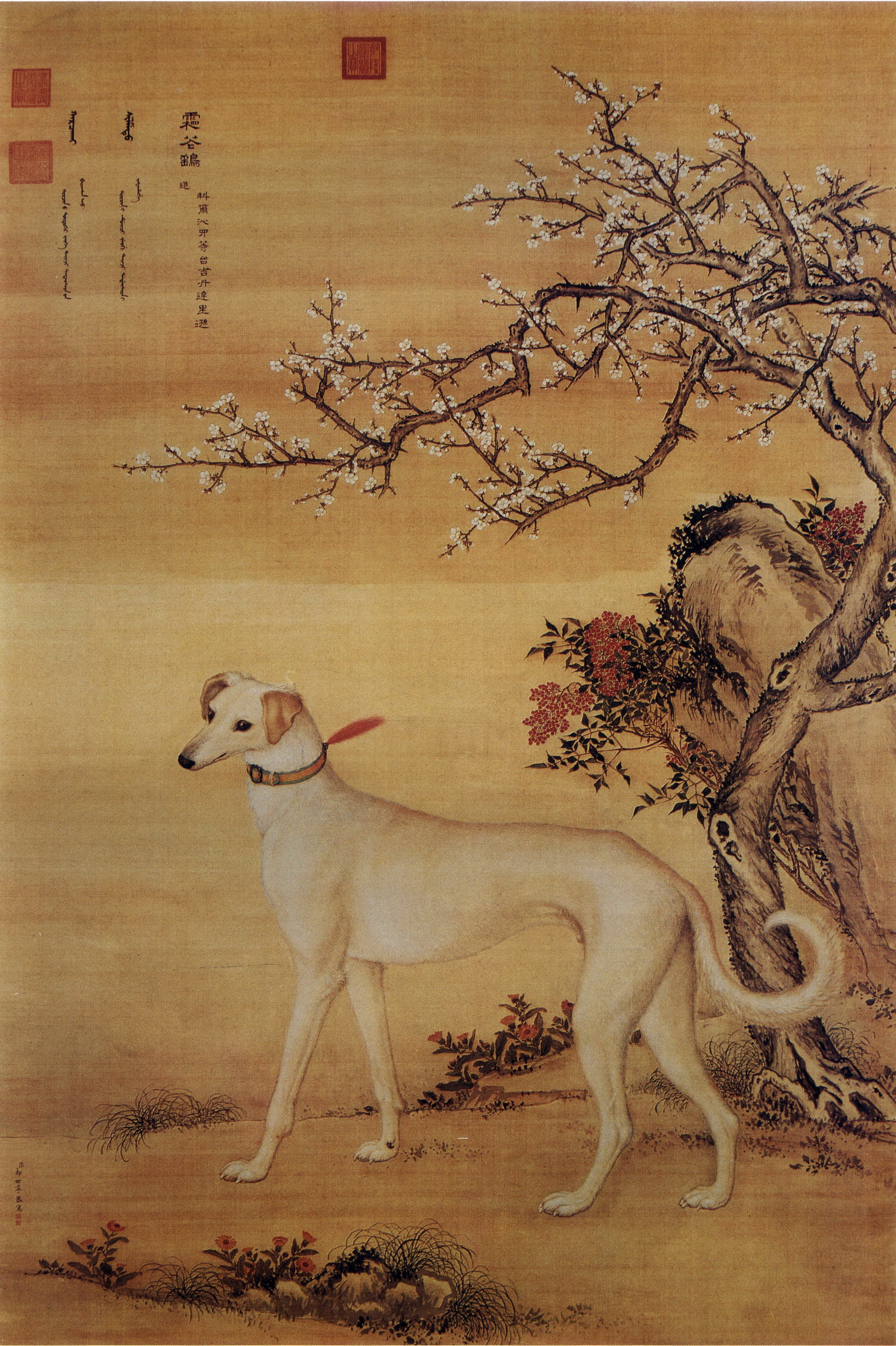
霜花鹞
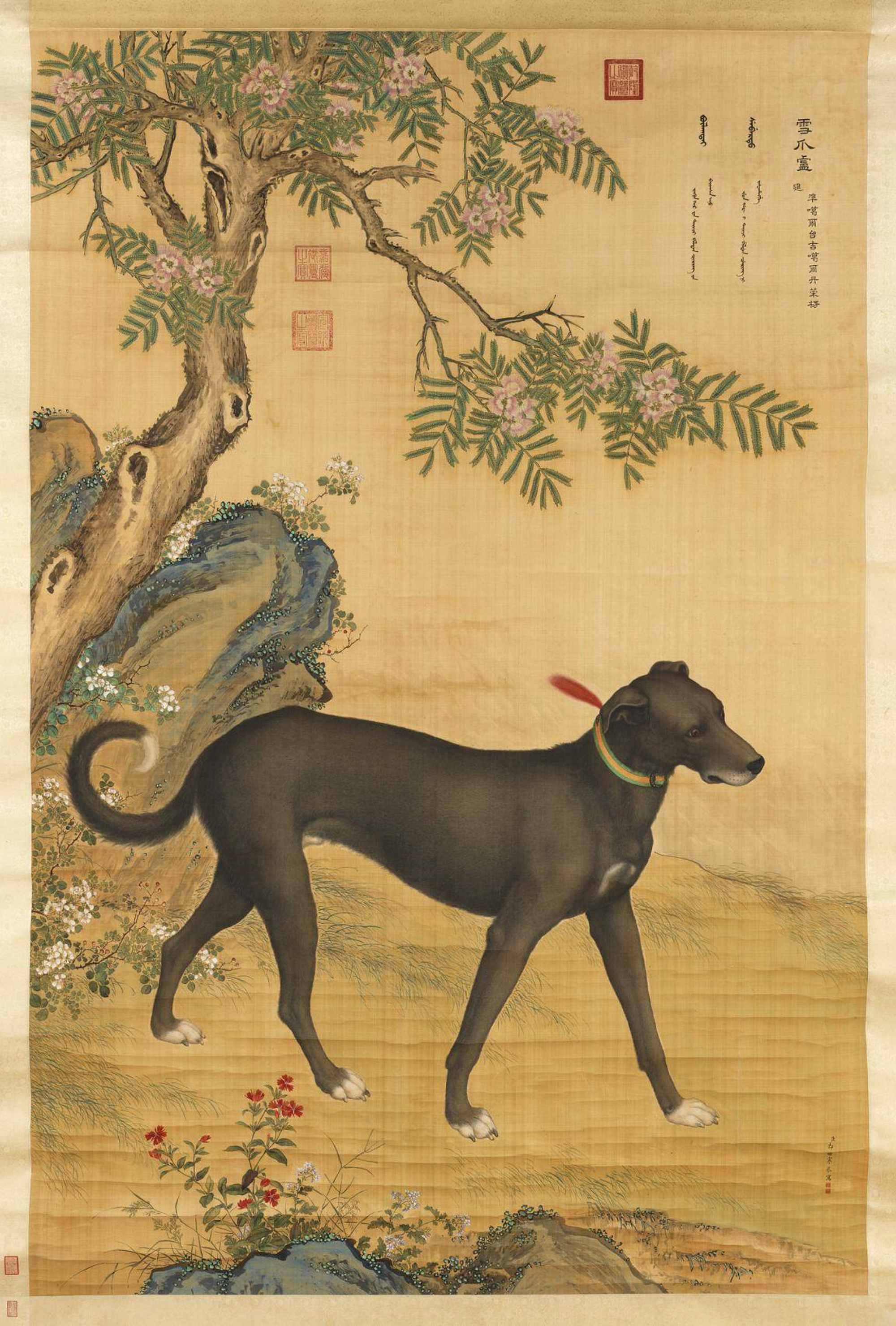
雪爪卢

## Influences postérieures
La série avec des chiens et d'autres œuvres de Castiglione ont influencé le travail du célèbre artiste chinois contemporain Ai Weiwei. En 2018, au début de l'année des chiens, le sculpteur chinois Chow Hanyu a créé des figurines en porcelaine de chiens inspirées de cette série. Tous les chiens sont recréés dans les mêmes poses que sur les rouleaux. En 1971 et 1972, des images de cette série sont apparues sur des timbres chinois.

## Parcours des tableaux
Les dix peintures sont actuellement conservées parmi la collection du musée national du Palais à Taïwan.